# America’s Army
America’s Army («Американская армия» или «Армия Америки» известна также как AA, Armyops или Army Game Project) — серия многопользовательских компьютерных игр жанра тактический шутер, разработанных армией США. По состоянию на 2014 год выпущено более 41 версии и дополнений. Игра финансируется правительством США и распространяется бесплатно.
Первая версия для ПК, имевшая подзаголовок Recon, была выпущена 4 июля 2002 года. Все версии основаны на Unreal Engine и используют PunkBuster для предотвращения читерства.
Игра отличается высокой реалистичностью и используется для агитации и пропаганды. На базе игр были разработаны десятки обучающих и симулирующих систем для военнослужащих армии США. Серия America’s Army, изначально доступная на ПК, включает версии для Xbox и Xbox 360, а также для мобильных платформ.

## Игры
- America’s Army (2002)
- America’s Army 3 (2009)[8]
- America’s Army: Proving Grounds (AA:PG)
- America’s Army: Rise of a Soldier (PS2/Xbox, 2005)
- America’s Army: Special Operations (Java, 2007)
- America’s Army: True Soldiers (Xbox 360, 2007)

## Оценки
| Сводный рейтинг | Сводный рейтинг |
| Агрегатор       | Оценка          |
| --------------- | --------------- |
| GameRankings    | 81,56 %         |